# Joris Carolus
Joris Carolus (ca. 1566, Enkhuizen - ca. 1636, Amesterdã? ) foi um cartógrafo e explorador holandês que serviu na Noordsche Compagnie e naVereenigde Oost-Indische Compagnie (Companhia Holandesa das Índias Orientais).
0.Facebook.com
Carolus aparentemente era nativo de Enkhuizen. Depois de perder uma perna no Cerco de Ostend (1601-1604) passou a se dedicar à navegação tornando-sepiloto. Em 1614 era o piloto do navio den Orangienboom (“Árvore da laranja”), sob o comando de Jacob de Gouwenaer, um dos dois navios enviados pela companhia baleeira Noordsche Compagnie em uma viagem de descobrimento. Carolus afirmava ter atingido o Paralelo 83 N, o que se mostrou impossível devido as condições do gelo descritas por Robert Fotherby, que também estava na viagem no navio Thomasine, enviado pela rivalCompanhia de Moscóvia da Inglaterra. De acordo com Fotherby que viu os navios holandeses partindo da Ilha Amsterdã em julho e agosto.
Na mesma viagem Carolus aportou na ilha Jan Mayen, que pode ter sido descoberta meses antes pela Dutchman Fopp Gerritsz., navegando em um baleeiroenviado por John Clarke de Dunquerque. Carolus a nomeou Mr. Joris eylandt. Também deu nome à uma baia de Gowenaers bay (que mais tarde foi mudado para Gouwenaerbåen) e um cabo Jan Meys hoeck.
Após sua expedição de 1614 a Spitsbergen Carolus fez o mada das ilhas. O mapa de mostra diversas características, como Generaels hoeck(Cabo Sul), Bell sound (Bellsund), Greene harbergh (Grønfjorden), Mari mag, a baia (Magdalenefjorden), Hollandsche bay ouFeer-haven (Fairhaven) e de Reus ("O gigante", Cloven Cliff), entre outras coisas.
O mapa também detalha o que pode ser a costa sul da Ilha Edge. Carolus mostra o litoral dividido em duas partes:: Onbekende Cust (“Costa desconhecida”) à oeste e Morfyn (uma variação de Matsyn, parte de Nova Zembla) à leste. As ilhas são mostradas no mar de Morfyn. Em 1901 Martin Conway argumentou que o mapa de Carolus indicava que ele havia descoberto a Ilha Edge, mas, como Wielder aponta, Conway desconhecia um mapa de 1612 do cartógrafo holandês Petrus Plancius, que ilustrava um litoral à leste de Spitsbergen. O litoral recortado com ilhas foi denominado Gerrits Eylant. Wielder acreditava que isso para o primeiro registro da costa sul da ilha Edge, quando na verdade esta costa só foi copiada de um quadro anterior que apenas mostrou uma massa vaga que deveria representar Spitsbergen.